# Dreibündenstein
Dreibündenstein är en bergstopp i Schweiz.   Den ligger i regionen Plessur och kantonen Graubünden, i den östra delen av landet, 160 km öster om huvudstaden Bern. Toppen på Dreibündenstein är 2 160 meter över havet, eller 13 meter över den omgivande terrängen. Bredden vid basen är 0,34 km.
Terrängen runt Dreibündenstein är huvudsakligen mycket bergig. Närmaste större samhälle är Chur, 6,1 km norr om Dreibündenstein. 
Trakten runt Dreibündenstein består i huvudsak av gräsmarker. Runt Dreibündenstein är det ganska glesbefolkat, med 48 invånare per kvadratkilometer.